# Сливка Юрій Юрійович
Юрій Юрійович Сливка (26 березня 1930, Нове Давидково — 6 січня 2017) — український історик, доктор історичних наук, професор.

## Біографія
Народився 26 березня 1930 року в селі Новому Давидковому (нині Мукачівського району Закарпатської області) у селянській родині. Його батько Юрій воював у складі Австро-Угорської армії на І Світовій війні, пройшов усю війну від Балкан до Галичини і аж до полонення під Вінницею. Звідти приніс розповіді про таких самих українців по той бік Карпат, які воювали як у складі цісарського, так і царського війська.
У 1938 році, коли відбувались події на Карпатській Україні, Юрій вже був у 2 класі народної школи. Село Нове Давидково розташоване на кордоні, яким після Віденського арбітражу була поділена територія Закарпаття. Згадував, що у селі в той час було велике скупчення прикордонників. Два старших брата Юрія на той час також служили в чехословацькій армії.
Проте найбільший вплив на малого Юрія справили карпатські січовики. У селі майже щодня відбувались концерти, вистави, вишколи відділу Карпатської Січі. Кожен день, за спогадами пана Юрія, був ніби святом для сільської дітвори. Проте за короткий проміжок часу все змінилось, прийшли мадярські жандарми, розпочались гоніння і репресії проти активних українців. У сусідній хаті жандарми облаштували тюремну камеру, де допитували полонених. Як пригадував Юрій Сливка, вже через півроку у їхньому селі перепочивав кавалерійський відділ війська польського, яке після нападу СССР і Німеччини на Польщу групами відступало до Румунії. В час ІІ Світової війни через їхнє село переходили частини вермахту, угорські відділи, які рухались на фронт, на схід. Вже через три роки ті ж частини відступали на захід. Наприкінці 1944 року прийшла радянська влада.
Після німецько-радянської війни навчався в Мукачівському кооперативному технікумі. У 1948–1953 роках навчався на історичному факультеті Ужгородського університету. Після завершення працював директором сільської школи. Невдовзі поступив до Львівського інституту суспільних наук, де працював аспірантом під керівництвом академіка Івана Крип'якевича, згодом завідував відділом.
Був професором Львівської державної фінансової академії, завідувачем кафедри соціальних і гуманітарних дисциплін. Помер на 87-му році життя 6 січня 2017 року.
Як історик досліджував визвольний рух на Закарпатті й на східній Галичині у 20-30 рр. ХХ ст.

## Праці
- Революційно-визвольна боротьба на Закарпатті в 1929—1937 рр. — Київ, 1960 // Український історичний журнал. — 1962. — № 1. — С. 125—127.
- Боротьба трудящих Східної Галичини проти іноземного поневолення. — Київ: Наукова думка, 1973 // Український історичний журнал. — 1974. — № 5. — С. 149—150.
- Західна Україна в реакційній політиці польської та української буржуазії (1920—1939). — Київ: Наукова думка, 1985. — 271 с.
- Сторінки історії КПЗУ — Львів: Каменяр, 1989. — 91 с.
- Борці за возз'єднання: Біографічний довідник — Львів: Каменяр, 1989. — 359 с.
- Возз'єднання західноукраїнських земель з Радянською Україною. — Київ: Наукова думка, 1989. — 488 с. та інші.

Автор статей до 5-го і 6-го томів восьмитомної «Історії Української РСР» (Київ, 1977), зокрема у 6-му томі параграфа «Західна Україна під гнітом буржуазно-поміщицької Польщі». Автор статей десятитомної Енциклопедії історії України:
- Бойківська Радянська республіка;
- Бокотей Андрій Андрійович;
- Возз'єднання українських земель в єдиній державі;
- Галицька Соціалістична Радянська Республіка;
- Гуцульська республіка;
- Гуцульське повстання 1920;
- Закарпатська Червона гвардія;
- Соборність;
- Терлецький Любомир Григорович;
- Яремчишин Богдан Михайлович.

## Відомі учні
Відомими вихованцями Юрія Сливки є в. о. директора Інституту українознавства імені І. Крип'якевича НАН України професор Микола Литвин та доцент кафедри новітньої історії України ЛНУ імені Івана Франка Олена Аркуша.